# قفير (سلة سعفية)
القفير؛ سلة تقليدية تصنع من سعف النخيل، متعددة الأغراض والاستخدامات.

## طريقة الصنع
يعد القفير من الصناعات الحرفية العمانية المنتشرة في كل المدن والقرى التي تحتوي على مزارع النخيل، حيث يستفاد من خوص النخيل من خلال جدلها ببعضها بشكل متقن ومتماسك، لتشكل سلة ارتفاعها 30 سم وقطرها 50 سم، كما يثبت في أعلى القفير مقبضان مصنوعان من ليف النخيل، مما يسهل عملية استخدام القفير في حمل الأشياء الثقيلة.

## الاستخدامات
تتعدد استخدامات القفير، لكونها سلة ذات حجم كبير نسبيا،، لكن الغالب هو استخدامها في مجال الزراعة، وخصوصا جني محصول النخيل. ورغم تطور العصر، ودخول سلال مصنوعة من مواد جديدة كالبلاستك، إلا أن حرفة صنع القفير ما زالت موجود، ومحتفظة بطابعها الجمالي، لذلك ترى القفير يستخدم في معارض التمور، وغيرها من الاستخدامات.

## وصلات خارجية
- مجلة أصايل مقال السعفيات